# Newcastle International Sports Centre
Le Newcastle International Sports Centre, et appelé McDonald Jones Stadium par contrat de naming, est un stade situé à Newcastle en Australie. C'est le terrain de l'équipe de rugby à XIII, des Newcastle Knights. Le stade appartient au gouvernement de Nouvelle-Galles du Sud et est administré par l'Hunter International Sports Centre Trust. Il a été connu auparavant sous les appellations Marathon Stadium, EnergyAustralia Stadium et Ausgrid Stadium.
Les travaux de construction du stade commencèrent le 1er décembre 1967 et il fut officiellement inauguré le 10 avril 1970 par la reine Élisabeth II.
À l'origine le stade était ovale et fut converti en stade rectangulaire lorsque les Knights intégrèrent le championnat d'Australie de rugby à XIII (NRL).
Avant son redéveloppement, le stade avait une capacité de 28 000 places. Le record de spectateur s'élève à 32 642 spectateurs pour le match entre les Knights et Manly Sea Eagles en juillet 1995.
À la suite de la retraite d'Andrew Johns, capitaine emblématique des Knights, la nouvelle tribune a été renommée Andrew Johns Stand.
À partir de  2008-2010, le stade va être agrandi pour atteindre 33 000 ou 40 000 places, à la suite de la candidature de l'Australie à l'organisation de la coupe d'Asie de football 2015 et la coupe du monde de football 2018. Le stade a accueilli le match Angleterre-Nouvelle-Zélande lors de la coupe du monde de rugby à XIII en 2008.

## Évènements
- Coupe du monde de rugby à XIII 2008
- Coupe d'Asie des nations de football 2015
- Coupe du monde de rugby à XV 2027